# Ernest Martin Hopkins
Pour les articles homonymes, voir Hopkins.
Ernest Martin Hopkins, né le 6 novembre 1877 et mort le 13 août 1964, est le 11e président du Dartmouth College entre 1916 et 1945. Le Hopkins Center est un centre culturel du campus, inauguré en 1962.